# كارينا ريكو
كارينا ريكو (بالإسبانية: Carina Ricco)‏ هي مغنية مكسيكية، ولدت في 27 نوفمبر 1972 في ولاية فيراكروز في المكسيك.